# Seeabenteuer
Seeabenteuer (Originaltitel: The Buccaneers, englisch für „Die Bukaniere“) ist eine britische Fernsehserie, die um 1720 unter Piraten in der Karibik und den britischen Kolonien in Nordamerika spielt. Die Serie wurde für Lew Grades ITC Entertainment produziert. 1968 wurden acht Episoden vom Deutschen Fernsehfunk synchronisiert und im Fernsehen der DDR ausgestrahlt.

## Handlung
Der Pirat Captain Tempest und die Besatzung seiner Galeone Sultana werden von dem Gouverneur von New Providence, Woodes Rogers, begnadigt. Im Gegenzug kämpfen sie in der Karibik für Gerechtigkeit, sei es gegen englische oder holländische Piraten, spanische Konquistadoren oder Sklavenhändler. Dabei begegnen sie unter anderem der Piratin Anne Bonny und den Piraten Schwarzbart, Calico Jack und Black Bart.

## Episoden

### Originalepisoden
1. Articles of War
2. Before the Mast
3. Blackbeard
4. Blood Will Tell
5. Captain Dan Tempest
6. Conquest of New Providence
7. Conquistador
8. Cutlass Wedding
9. Dan Tempest and The Amazons
10. Dan Tempest Holds an Auction
11. Dan Tempest’s War with Spain
12. Dangerous Cargo
13. Dead Man’s Rock
14. Flip and Jenny
15. Gentleman Jack and the Lady
16. Ghost Ship
17. Gunpowder Plot
18. Hurricane
19. Indian Fighters
20. Instrument of War
21. Marooned
22. Mistress Higgins’ Treasure
23. Mother Doughty’s Crew
24. Mr. Beamish and the Hangman’s Noose
25. Pirate Honour
26. Printer’s Devil
27. Prize of Andalusia
28. The Aztec Treasure
29. The Decoy
30. The Hand of the Hawk
31. The Ladies
32. The Raider
33. The Return of Calico Jack
34. The Slave Ship
35. The Spy Aboard
36. The Surgeon of Sangre Rojo
37. The Wasp
38. To The Rescue
39. Whale Gold

### Deutsch synchronisierte Episoden
1. Die Wespe
2. Das Geisterschiff
3. Dan Tempest hält eine Auktion
4. Das Sklavenschiff
5. Schatzsucher
6. Moskito-Piraten
7. Juwelen auf der Narreninsel
8. Zu Hilfe

## Produktionsnotizen
Die Produktion gehört zu einer Reihe von historisierenden Abenteuerfernsehserien, die Hannah Weinstein (1911–1984) in den 1950er Jahren in Großbritannien realisierte, da ihr in der McCarthy-Ära eine Produktion in den USA nicht möglich war. Sie kehrte nach rund zehnjähriger Abwesenheit erst 1962 in die Staaten zurück.
Die Außenaufnahmen wurden auf einem Schoner in Falmouth gedreht, die Innenaufnahmen in den Nettlefold Studios in Walton-on-Thames. Im Studio befand sich eine Teilreproduktion der Requisite aus Falmouth.

## Veröffentlichung
DVD-Editionen erschienen 2006 und 2007.